# 高邢高速公路
高唐-邢台高速公路，简称高邢高速，原鲁高速编号S14，現爲 东吕高速的一部分，是连接山东省聊城市高唐县与河北省邢台市的一条高速公路，设计双向四车道，设计行车速度100公里/小时。
高邢高速起点为高唐县汇鑫办事处唐村西，连接冀高速 邢临高速。邢临高速已于2005年12月21日建成通车。